# Cycas montana
Cycas montana A.Lindstr. & K.D.Hill, 2009 è una pianta appartenente alla famiglia delle Cycadaceae, diffusa in Indonesia.

## Descrizione
È una cicade con fusto eretto, alto sino a 1,5 m e con diametro di 30–35 cm.
Le foglie, pennate, lunghe 223–248 cm, sono disposte a corona all'apice del fusto e sono rette da un picciolo lungo 60-70 cm, spinescente; ogni foglia è composta da 70-75 paia di foglioline lanceolate, con margine intero, lunghe mediamente 23–24 cm, di colore verde scuro brillante, inserite sul rachide.
È una specie dioica con esemplari maschili non ancora descritti ed esemplari femminili con macrosporofilli disposti nella parte sommitale del fusto, con l'aspetto di foglie pennate lunghe 20–35 cm, con margine spinoso, che racchiudono gli ovuli, in numero di 2-6.  
I semi sono grossolanamente ovoidali, lunghi 50–55 mm, ricoperti da un tegumento di colore ambrato.

## Distribuzione e habitat
L'areale della specie è ristretto all'isola di Flores (Indonesia).
Cresce, come suggerito dall'epiteto specifico, nelle foreste montane dell'interno dell'isola.

## Conservazione
La specie è inserita nella Appendice II della Convention on International Trade of Endangered Species (CITES)